# Parque Battalion
El parque Battalion es el sitio de un conjunto de geoglifos ubicados en Calgary, Alberta, Canadá. El sitio está ubicado sobre una colina con vistas a la Nación Sarcee, y las tierras anteriormente conocidas como Sarcee Camp y el Área de Formación Sarcee. Esta región, en el valle del río del codo, era una reserva militar utilizada desde antes de la Primera Guerra Mundial y hasta la década de 1990 por las fuerzas canadienses.
El parque en sí está formado por una escalera hasta la colina, con varias exhibiciones interpretativas. Las piezas centrales del parque son las grandes piedras blancas, dispuestas en el lado de la colina para explicar los significados numéricos. Los números corresponden a los cuatro batallones de la Fuerza Expedicionaria Canadiense que se formó en la región antes de embarcarse para el despliegue de combate en el extranjero, durante la Primera Guerra Mundial.
Los números fueron creados a partir de 16 000 piedras transportadas en sacos y a mano desde el río, por soldados en su tiempo fuera de servicio. Después de la guerra, los números cayeron en mal estado y cayeron al olvidado hasta que un historiador local buscó una nueva construcción en la zona. Tras un extenso cabildeo para declarar los números como un lugar histórico, un proyecto iniciado por grupos de cadetes restauraron los números. El Batallón del Parque se inauguró oficialmente el 3 de noviembre de 1991.